# Bavorský řád za zásluhy
Bavorský řád za zásluhy (německy: Bayerischer Verdienstorden) je druhým nejvyšším řádem Bavorska. Je udílen v jediné třídě za mimořádné zásluhy o Bavorsko a jeho lid předsedou vlády Bavorska.

## Historie
Řád byl oficiálně založen dne 11. června 1957 bavorským předsedou vlády Wilhelmem Hoegnerem a navazuje na bavorské tradice. Historie bavorských záslužný řádů sahá až do poloviny 18. století, kdy byl v roce 1768 poprvé udělen Řád falckého lva. Ten byl prvním bavorským záslužným řádem a počet jeho žijících nositelů byl omezen na 25. V roce 1808 jej král Maxmilián I. Josef nahradil Záslužným řádem bavorské koruny, který byl udílen za zásluhy o Bavorsko občanům Bavorského království i cizincům.

## Insignie
Řádový odznak má tvar maltézského kříže, jehož ramena jsou na přední i zadní straně bíle smaltovaná s úzkým modře smaltovaným lemováním okraje. Uprostřed je kulatý zlatě ohraničený medailon. Uvnitř medailonu je na přední straně modro-bíle smaltovaný diamantový erb Bavorska. Na zadní straně je v medailonu zlatý bavorský lev.
Stuha je světle modrá s širším bílým pruhem a úzkým tmavě modrým pruhem.
Medaile je v případě pánů nošena na stuze těsně kolem krku a v případě dam na stuze uvázané do mašle nalevo na hrudi.
Výhradním výrobcem insignií od založení řádu je německá šperkařská firma Hemmerle, založená roku 1893. Insignie jsou vyrobeny ze zlaceného stříbra a starším exemplářům chybí vyobrazení bavorského lva na zadní straně a na přední straně mají 8 modře smaltovaných diamantů místo deseti. Stuhu řádu vyrábí firma Hinterleitner, Brunnacker and Co.

## Laureáti
Od svého založení do 22. července 2019 byl Bavorský řád za zásluhy udělen 5661 osobám. Podle zákona je počet žijících osob vyznamenaných řádem omezen na 2000. Po slavnostním ceremoniálu 22. července 2019 bylo žijících držitelů tohoto ocenění 1621.
Od 70. let 20. století se při udílení řádu nejmenovali důvody, pro které bylo vyznamenání uděleno. Toto pravidlo bylo porušeno při slavnostním ceremoniálu dne 20. července 2011, kdy byly představeny i úspěchy oceňovaných.
Automaticky je řád udílen pouze předsedovi vlády Bavorska při jeho nástupu do funkce.